# Анискин, Михаил Александрович
Михаи́л Алекса́ндрович Ани́скин (19 ноября 1922 — 25 июня 1944) — советский офицер, участник Великой Отечественной войны, командир танка 44-го гвардейского танкового полка 8-й гвардейской механизированной бригады 3-го гвардейского механизированного корпуса 3-го Белорусского фронта, Герой Советского Союза, гвардии лейтенант.

## Биография
Родился 19 ноября 1922 года в посёлке Костино Озеро ныне Иглинского района Башкирии в семье служащего. Русский. Образование среднее.
В Красную армию призван Иглинским райвоенкоматом в июне 1941 года. В 1943 году окончил Саратовское танковое училище. В действующей армии с августа 1943 года.
25 июня 1944 года командир танка разведывательного взвода гвардии лейтенант М. А. Анискин, действуя в разведке в районе деревни Студёнка (Сенненский район Витебской области), встретил колонну более 60 автомашин и до роты солдат и офицеров противника. Колонну прикрывало самоходное орудие и несколько пушек. Когда танк Анискина появился в селе, путь ему был отрезан, оставалось одно — принять бой. Гвардии лейтенант Анискин так и решил. Из танкового оружия он начал разгром колонны. Сам, отдавая команды, стоял у пушки, ведя огонь по колонне. Первые снаряды пошли в голову колонны. Среди противника началась паника. Тогда лейтенант Анискин перенёс огонь в хвост колонны, а потом снаряд за снарядом разбивал колонну, уничтожая машины и живую силу противника.
Смелый, дерзкий поступок и внезапный огонь танка гвардии лейтенанта Анискина не дал развернуться пушкам противника. В результате поединка с противником за час боя гвардии лейтенант Анискин подбил самоходное орудие, захватил и уничтожил 60 автомашин, склад с продовольствием и другим военным имуществом. Последним в этом бою пал и сам гвардии лейтенант Анискин М. А. В ходе боя было убито свыше 75 солдат и офицеров противника.
Звание Героя Советского Союза Михаилу Александровичу Анискину присвоено посмертно 24 марта 1945 года.

## Награды
- Медаль «Золотая Звезда» Героя Советского Союза (24.03.1945)[3]
- Орден Ленина

## Память
- Похоронен в деревне Пустынки Сенненского района Витебской области, где установлен обелиск.[4]
- Имя Героя присвоено Пустынкинской средней школе.